# Qunu
Qunu é uma pequena vila rural na África do Sul, na província do Cabo Oriental, 32 quilômetros a sudoeste de Mthatha. É a localidade natal de Nelson Mandela.